# Taça Prata de Voleibol Masculino de 2016
A Taça Prata de Voleibol Masculino de 2016 foi a primeira edição desta competição organizada pela Confederação Brasileira de Voleibol através da Unidade de Competições Nacionais. A competição é uma espécie de terceiro nível do Campeonato Brasileiro de Voleibol Masculino, a principal competição entre clubes de voleibol masculino do Brasil, servindo como porta de acesso dos clubes à Superliga - Série B. Participaram do torneio sete equipes provenientes de cinco estados brasileiros. A competição que inicialmente daria três vagas à Série B de 2017, acabou promovendo quatro equipes devido a desistência do Voleisul/Paquetá Esportes em disputar a segunda divisão nacional.

## Equipes participantes
| Equipe                   | Cidade         |
| ------------------------ | -------------- |
| Clube Jaó                | Goiânia        |
| Clube Montecristo        | Goiânia        |
| Rádio Clube/AVP Voleibol | Campo Grande   |
| SESC-RJ                  | Rio de Janeiro |
| Telemaco Borba           | Telemaco Borba |
| Tijuca Tênis Clube       | Rio de Janeiro |
| Vitória FSBA             | Salvador       |

## Resultados

### Grupo A
| 25 de outubro de 2016 16:00 | Clube Montecristo | 2 — 3                         | Rádio Clube/AVP Voleibol | Ginásio do Tijuca Tênis Clube, Rio de Janeiro |
| 25 de outubro de 2016 16:00 | 25 26 22 24 11    | Set 1 Set 2 Set 3 Set 4 Set 5 | 22 24 25 26 15           | Ginásio do Tijuca Tênis Clube, Rio de Janeiro |

| 25 de outubro de 2016 20:00 | Tijuca Tênis Clube | 3 — 1                   | Vitória FSBA | Ginásio do Tijuca Tênis Clube, Rio de Janeiro |
| 25 de outubro de 2016 20:00 | 24 25 27           | Set 1 Set 2 Set 3 Set 4 | 26 20 25     | Ginásio do Tijuca Tênis Clube, Rio de Janeiro |

| 26 de outubro de 2016 16:00 | Vitória FSBA | 0 — 3             | Clube Montecristo | Ginásio do Tijuca Tênis Clube, Rio de Janeiro |
| 26 de outubro de 2016 16:00 | 16 20 17     | Set 1 Set 2 Set 3 | 25                | Ginásio do Tijuca Tênis Clube, Rio de Janeiro |

| 26 de outubro de 2016 20:00 | Tijuca Tênis Clube | 0 — 3             | Rádio Clube/AVP Voleibol | Ginásio do Tijuca Tênis Clube, Rio de Janeiro |
| 26 de outubro de 2016 20:00 | 24 21 22           | Set 1 Set 2 Set 3 | 26 25                    | Ginásio do Tijuca Tênis Clube, Rio de Janeiro |

| 27 de outubro de 2016 16:00 | Rádio Clube/AVP Voleibol | 1 — 3                   | Vitória FSBA | Ginásio do Tijuca Tênis Clube, Rio de Janeiro |
| 27 de outubro de 2016 16:00 | 25 21 25 27              | Set 1 Set 2 Set 3 Set 4 | 27 25 19 29  | Ginásio do Tijuca Tênis Clube, Rio de Janeiro |

| 27 de outubro de 2016 20:00 | Tijuca Tênis Clube | 1 — 3                   | Clube Montecristo | Ginásio do Tijuca Tênis Clube, Rio de Janeiro |
| 27 de outubro de 2016 20:00 | 31 17 23 16        | Set 1 Set 2 Set 3 Set 4 | 29 25             | Ginásio do Tijuca Tênis Clube, Rio de Janeiro |

Classificação Final
|     |                          |     | Jogos | Jogos | Jogos | Resultados | Resultados | Resultados | Resultados | Resultados | Resultados | Sets | Sets | Sets  | Pontos | Pontos | Pontos |
| Pos | Equipe                   | Pts | T     | V     | D     | 3–0        | 3–1        | 3–2        | 2–3        | 1–3        | 0–3        | V    | P    | R     | V      | P      | R      |
| --- | ------------------------ | --- | ----- | ----- | ----- | ---------- | ---------- | ---------- | ---------- | ---------- | ---------- | ---- | ---- | ----- | ------ | ------ | ------ |
| 1   | Clube Montecristo        | 7   | 3     | 2     | 1     | 1          | 1          | 0          | 1          | 0          | 0          | 8    | 4    | 2,000 | 287    | 252    | 1.139  |
| 2   | Rádio Clube/AVP Voleibol | 5   | 3     | 2     | 1     | 1          | 0          | 1          | 0          | 1          | 0          | 7    | 5    | 1.400 | 286    | 275    | 1.040  |
| 3   | Tijuca Tênis Clube       | 3   | 3     | 1     | 2     | 0          | 1          | 0          | 0          | 1          | 1          | 4    | 7    | 0.571 | 255    | 271    | 0.941  |
| 4   | Vitória FSBA             | 3   | 3     | 1     | 2     | 0          | 1          | 0          | 0          | 1          | 1          | 4    | 7    | 0.571 | 244    | 274    | 0.891  |

|  |                                                                                      |
|  | Equipes classificadas à Superliga Brasileira de Voleibol Masculino de 2017 - Série B |

### Grupo B
| 25 de outubro de 2016 18:00 | SESC-RJ | 3 — 0             | Clube Jaó | Ginásio do Tijuca Tênis Clube, Rio de Janeiro |
| 25 de outubro de 2016 18:00 | 25      | Set 1 Set 2 Set 3 | 17 12 22  | Ginásio do Tijuca Tênis Clube, Rio de Janeiro |

| 26 de outubro de 2016 18:00 | Clube Jaó | 3 — 1                   | Telêmaco Borba | Ginásio do Tijuca Tênis Clube, Rio de Janeiro |
| 26 de outubro de 2016 18:00 | 17 25     | Set 1 Set 2 Set 3 Set 4 | 25 16 15 18    | Ginásio do Tijuca Tênis Clube, Rio de Janeiro |

| 27 de outubro de 2016 18:00 | SESC-RJ | 3 — 0             | Telêmaco Borba | Ginásio do Tijuca Tênis Clube, Rio de Janeiro |
| 27 de outubro de 2016 18:00 | 25      | Set 1 Set 2 Set 3 | 17 14 12       | Ginásio do Tijuca Tênis Clube, Rio de Janeiro |

Classificação Final
|     |                |     | Jogos | Jogos | Jogos | Resultados | Resultados | Resultados | Resultados | Resultados | Resultados | Sets | Sets | Sets  | Pontos | Pontos | Pontos |
| Pos | Equipe         | Pts | T     | V     | D     | 3–0        | 3–1        | 3–2        | 2–3        | 1–3        | 0–3        | V    | P    | R     | V      | P      | R      |
| --- | -------------- | --- | ----- | ----- | ----- | ---------- | ---------- | ---------- | ---------- | ---------- | ---------- | ---- | ---- | ----- | ------ | ------ | ------ |
| 1   | SESC-RJ        | 6   | 2     | 2     | 0     | 2          | 0          | 0          | 0          | 0          | 0          | 6    | 0    | MAX   | 150    | 94     | 1.596  |
| 2   | Clube Jaó      | 3   | 2     | 1     | 1     | 0          | 1          | 0          | 0          | 0          | 1          | 3    | 4    | 0.750 | 143    | 149    | 0.960  |
| 3   | Telêmaco Borba | 0   | 2     | 0     | 2     | 0          | 0          | 0          | 0          | 1          | 1          | 1    | 6    | 0.167 | 117    | 167    | 0.701  |

|  |                                                                                      |
|  | Equipes classificadas à Superliga Brasileira de Voleibol Masculino de 2017 - Série B |

## Premiações
| Taça Prata de 2016            | Taça Prata de 2016 | Taça Prata de 2016 | Taça Prata de 2016 |
| Mato Grosso do Sul            | Goiás              | Rio de Janeiro     | Goiás              |
| ----------------------------- | ------------------ | ------------------ | ------------------ |
| Rádio Clube/AVP Voleibol      | Clube Montecristo  | SESC-RJ            | Clube Jaó          |
| (2º Grupo A)                  | (1º Grupo A)       | (1º Grupo B)       | (2º Grupo B)       |
| Promovidos (Superliga B 2017) |                    |                    |                    |